# Unapologetic
Unapologetic је седми студијски албум барбадошке певачице Ријане издат 19. новембра 2012. године. Састоји се из 14 песама на стандардном издању. Објављен је у релативно кратком року, само годину дана после албума Talk That Talk.
Албум је постао први Ријанин који је дебитовао на 1. место америчке званичне недељне топ-листе албума, коју објављује часопис Билборд са продатих око 238.000 примерака. Такође, албум је дебитовао и на првом месту топ-листа албума у земљама као што су Норвешка, Швајцарска и Уједињено Краљевство где је постао њен 3. албум који је досегао место бр. 1. До сада, албум је продат у преко 2 милиона примерака у свету.
Са први сингл са овог албума изабрана је песма Diamonds која је веома брзо постала велики интернационални хит и њен 12. сингл који је дошао до 1. места топ-листе Билборд хот 100. За други сингл са албума узета је песма Stay коју је Ријана извела на додели Греми награда 2013 .

## Списак песама
1. Phresh Out The Runway - 3:42
2. Diamonds - 3:45
3. Numb (feat. Eminem) - 3:25
4. Pour It Up - 2:41
5. Loveeeeeee Song (feat. Future) - 4:16
6. Jump - 4:24
7. Right Now (feat. David Guetta) - 3:01
8. What Now - 4:03
9. Stay (feat. Mikky Ekko) - 4:00
10. Nobody's Business (feat. Chris Brown) - 3:36
11. Love Without Tragedy / Mother Mary - 6:58
12. Get It Over With - 3:31
13. No Love Allowed - 4:09
14. Lost In Paradise - 3:35

## Топ листе и сертификације
| Земља                | Највиша позиција |
| -------------------- | ---------------- |
| Аустралија           | 8                |
| Аустрија             | 5                |
| Белгија (Flanders)   | 2                |
| Белгија (Wallonia)   | 5                |
| Канада               | 1                |
| Чешка                | 13               |
| Данска               | 7                |
| Холандија            | 6                |
| Финска               | 12               |
| Француска            | 3                |
| Немачка              | 3                |
| Грчка                | 8                |
| Мађарска             | 15               |
| Ирска                | 1                |
| Италија              | 7                |
| Јапан                | 9                |
| Мексико              | 16               |
| Нови Зеланд          | 5                |
| Норвешка             | 1                |
| Пољска               | 4                |
| Португал             | 11               |
| Русија               | 9                |
| Шкотска              | 3                |
| Шпанија              | 9                |
| Шведска              | 19               |
| Швајцарска           | 1                |
| Уједињено Краљевство | 1                |
| САД                  | 1                |

| Држава               | Сертификација |
| -------------------- | ------------- |
| Аустралија           | Златан        |
| Аустрија             | Златан        |
| Белгија              | Златан        |
| Канада               | Платинаст     |
| Данска               | Златан        |
| Немачка              | Златан        |
| Ирска                | 2x Платинаст  |
| Нови Зеланд          | Златан        |
| Пољска               | Платинаст     |
| Уједињено Краљевство | Платинаст     |
| САД                  | Златан        |